# Walckenaeria directa
Walckenaeria directa là một loài nhện trong họ Linyphiidae.
Loài này thuộc chi Walckenaeria. Walckenaeria directa được Octavius Pickard-Cambridge miêu tả năm 1874.